# American Water
American Water è il terzo album in studio del gruppo musicale statunitense Silver Jews, pubblicato nel 1998.

## Tracce
Testi e musiche di David Berman, eccetto dove indicato.
1. Random Rules – 4:00
2. Smith & Jones Forever – 3:20
3. Night Society – 2:19
4. Federal Dust – 4:03 (David Berman, Stephen Malkmus)
5. People – 4:45
6. Blue Arrangements – 4:40 (Berman, Malkmus)
7. We Are Real – 4:24
8. Send in the Clouds – 5:26
9. Like Like the the the Death – 4:00
10. Buckingham Rabbit – 4:58
11. Honk If You're Lonely – 2:49 (Berman, Gate Pratt)
12. The Wild Kindness – 3:54